# عبد الحليم عويس
عبد الحليم عبد الفتاح محمد عويس (12 يوليو 1943 - 9 ديسمبر 2011) كاتب مصري.

## حياته ونشأته
ولد في قرية سندسيس التابعة لمدينة المحلة الكبرى محافظة الغربية بدلتا مصر. حصل على ليسانس اللغة العربية والدراسات الإسلامية(1968م)، وعلى الماجستير (1973م) عن أطروحته دولة بني حماد في الجزائر، والدكتوراه (1978م) عن اطروحته ابن حزم الأندلسي مؤرخا في التاريخ والحضارة الإسلامية، كلية دار العلوم، جامعة القاهرة.

## مسيرته
عمل أستاذاً بجامعة الإمام محمد بن سعود الإسلامية بالرياض سبعة عشر عاماً، ورقي فيها إلى درجة أستاذ (1990م). درس في العديد من الجامعات الإسلامية وأشرف على عشرات من رسائل الماجستير والدكتوراه في العديد من الجامعات الإسلامية، وناقش الكثير منها. انتدب أستاذاً في جامعة الزقازيق بمصر وبالجامعة الدولية بأمريكا اللاتينية وهو عضو مجلس أمناء الجامعة. عمل نائبا لرئيس جامعة روتردام الإسلامية بهولندا. عمل مستشاراً لرابطة الجامعات الإسلامية. أنجز موسوعة في الفقه الإسلامي، وتفسير القرآن للناشئين، وأشرف وأسهم في كتابة موسوعات في التاريخ، وتاريخ الإدارة، والحضارة الإسلامية. صاحب أكثر من 100 مرجع وكتاب وبحث علمي في التاريخ والحضارة والثقافة والعلوم الإسلامية، إضافة إلى مئات المقالات والبحوث المنشورة.
عضو اتحاد كتاب مصر، خبير بمجمع فقهاء الشريعة بأمريكا. عضو نقابة الصحفيين، عضو اتحاد المؤرخين العرب، نائب رئيس جمعية رابطة الأدب الإسلامي بالقاهرة. مشارك ببعض البرامج في الإذاعات والفضائيات كما أنه رئيس تحرير مجلة التبيان التابعة للجمعية الشرعية بمصر. قام بالعديد من الرحلات في معظم بلاد العالم.

## مؤلفاته
- المسلمون في معركة البقاء
- ثوابت ضرورية في فقه الصحوة الإسلامية
- فقه التاريخ في ضوء أزمة المسلمين الحضارية
- سقوط 30 دولة إسلامية
- إحراق طارق بن زياد للسفن أسطورة لا تاريخ

## وفاته
توفي في مساء الجمعة 14 محرم 1433 هـ الموافق 9 ديسمبر 2011 م عن 68 سنة.